# Desmodus puntajudensis
Desmodus puntajudensis — вид родини листконосові (Phyllostomidae), ссавець ряду лиликоподібні (Vespertilioniformes, seu Chiroptera).
Вид знайдений на Кубі. 